# Trevoh Chalobah
Trevoh Chalobah, né le 5 juillet 1999 à Freetown au Sierra Leone, est un footballeur international anglais qui évolue au poste de défenseur central au Chelsea FC. Il possède également la nationalité sierraléonaise.

## Biographie

### En club
Le 25 juin 2018, Chalobah est prêté pour une saison à Ipswich Town. Le 18 août suivant, il inscrit son premier but avec Ipswich lors d'un match de championnat contre Aston Villa (1-1). Il inscrit deux buts en quarante-quatre matchs sous le maillot d'Ipswich avant de retourner à Chelsea à la fin de la saison.
Le 8 août 2019, Chalobah est cédé en prêt pour une saison à Huddersfield Town.
Le 18 août 2020, Chalobah est prêté pour une saison au FC Lorient, promu en Ligue 1.
Le 11 août 2021, Chalobah joue son premier match avec Chelsea en étant titularisé lors de la Supercoupe de l'UEFA remportée contre Villarreal.

Trois jours plus tard, il dispute son premier match en Premier League en étant titularisé contre Crystal Palace. Il inscrit au cours de ce même match son premier but sous le maillot des Blues, vainqueurs 3-0 .

### En sélection
Trevoh Chalobah participe au championnat d'Europe des moins de 17 ans avec l'Angleterre en 2016. Capitaine lors de ce tournoi, il participe à quatre matchs. L'Angleterre est battue en quarts de finale par l'Espagne.
Il dispute ensuite avec le championnat d'Europe des moins de 19 ans en 2017. Il joue trois matchs lors de cette compétition que l'Angleterre remporte en battant le Portugal en finale. Chalobah ne prend pas part aux deux derniers matchs à cause d'une blessure à la malléole.
L'année suivante, il prend part au même championnat d'Europe des moins de 19 ans en Finlande.

### Vie privée
Il est le frère cadet de Nathaniel Chalobah, footballeur de Sheffield Wednesday.

## Statistiques

### Statistiques détaillées
| Saison                | Club                     | Championnat           | Championnat | Championnat | Championnat | Coupe nationale | Coupe nationale | Coupe nationale | Coupe de la Ligue | Coupe de la Ligue | Coupe de la Ligue | Supercoupe | Supercoupe | Supercoupe | Compétition(s) continentale(s) | Compétition(s) continentale(s) | Compétition(s) continentale(s) | Compétition(s) continentale(s) | Total | Total | Total |
| Saison                | Club                     | Division              | M.          | B.          | P.d.        | M.              | B.              | P.d.            | M.                | B.                | P.d.              | M.         | B.         | P.d.       | Comp.                          | M.                             | B.                             | P.d.                           | M.    | B.    | P.d.  |
| 2021-2022             | Chelsea FC               | Premier League        | 20          | 3           | 1           | 2               | 0               | 0               | 4                 | 0                 | 0                 | 1          | 0          | 0          | CMC+C1                         | 0+3                            | 0+1                            | 0+0                            | 30    | 4     | 1     |
| 2022-2023             | Chelsea FC               | Premier League        | 25          | 0           | 0           | 1               | 0               | 0               | 1                 | 0                 | 0                 | -          | -          | -          | C1                             | 6                              | 0                              | 0                              | 33    | 0     | 0     |
| 2023-2024             | Chelsea FC               | Premier League        | 13          | 1           | 0           | 3               | 0               | 0               | 1                 | 0                 | 0                 | -          | -          | -          | -                              | -                              | -                              | -                              | 17    | 1     | 0     |
| 2024-2025             | Chelsea FC               | Premier League        | 13          | 0           | 1           | 1               | 0               | 0               | -                 | -                 | -                 | -          | -          | -          | CMC+C4                         | 5+5                            | 0+0                            | 1+0                            | 24    | 0     | 2     |
| 2025-2026             | Chelsea FC               | Premier League        | -           | -           | -           | -               | -               | -               | -                 | -                 | -                 | -          | -          | -          | C1                             | -                              | -                              | -                              | 0     | 0     | 0     |
| Sous-total            | Sous-total               | Sous-total            | 71          | 4           | 2           | 7               | 0               | 0               | 6                 | 0                 | 0                 | 1          | 0          | 0          | -                              | 19                             | 1                              | 1                              | 104   | 5     | 3     |
| 2018-2019             | Ipswich Town (prêt)      | Championship          | 43          | 2           | 1           | -               | -               | -               | 1                 | 0                 | 0                 | -          | -          | -          | -                              | -                              | -                              | -                              | 44    | 2     | 1     |
| 2019-2020             | Huddersfield Town (prêt) | Championship          | 36          | 1           | 1           | 1               | 0               | 0               | 1                 | 0                 | 0                 | -          | -          | -          | -                              | -                              | -                              | -                              | 38    | 1     | 1     |
| 2020-2021             | FC Lorient (prêt)        | Ligue 1               | 29          | 2           | 2           | 1               | 0               | 0               | -                 | -                 | -                 | -          | -          | -          | -                              | -                              | -                              | -                              | 30    | 2     | 2     |
| 2024-2025             | Crystal Palace (prêt)    | Premier League        | 12          | 3           | 0           | -               | -               | -               | 2                 | 0                 | 0                 | -          | -          | -          | -                              | -                              | -                              | -                              | 14    | 3     | 0     |
| Total sur la carrière | Total sur la carrière    | Total sur la carrière | 191         | 12          | 6           | 9               | 0               | 0               | 10                | 0                 | 0                 | 1          | 0          | 0          | -                              | 19                             | 1                              | 1                              | 230   | 13    | 7     |

### En sélection nationale
| Saison                | Sélection             | Phases finales        | Phases finales | Phases finales | Phases finales | Éliminatoires | Éliminatoires | Éliminatoires | Matchs amicaux | Matchs amicaux | Matchs amicaux | Total | Total | Total |
| Saison                | Sélection             | Compétition           | M              | B              | Pd             | M             | B             | Pd            | M              | B              | Pd             | M     | B     | Pd    |
| --------------------- | --------------------- | --------------------- | -------------- | -------------- | -------------- | ------------- | ------------- | ------------- | -------------- | -------------- | -------------- | ----- | ----- | ----- |
| 2024-2025             | Angleterre            | -                     | -              | -              | -              | -             | -             | -             | 1              | 0              | 0              | 1     | 0     | 0     |
| Total sur la carrière | Total sur la carrière | Total sur la carrière | -              | -              | -              | -             | -             | -             | 1              | 0              | 0              | 1     | 0     | 0     |

### Liste des matchs internationaux
| Matchs internationaux de Trevoh Chalobah | Matchs internationaux de Trevoh Chalobah | Matchs internationaux de Trevoh Chalobah | Matchs internationaux de Trevoh Chalobah | Matchs internationaux de Trevoh Chalobah | Matchs internationaux de Trevoh Chalobah | Matchs internationaux de Trevoh Chalobah |
|                                          | Date                                     | Lieu                                     | Adversaire                               | Résultats                                | Compétitions                             | Notes                                    |
| ---------------------------------------- | ---------------------------------------- | ---------------------------------------- | ---------------------------------------- | ---------------------------------------- | ---------------------------------------- | ---------------------------------------- |
| 1.                                       | 10 juin 2025                             | City Ground, Nottingham, Angleterre      | Sénégal                                  | 1 - 3                                    | Match amical                             | Titulaire.                               |

## Palmarès

### En club
- Chelsea FC
  - Vainqueur de la Supercoupe de l'UEFA en 2021.
  - Vainqueur de la Coupe du Monde des clubs en 2021 et en 2025
  - Vainqueur de l'Uefa Conférence League en 2024-25

### En sélection
- Angleterre -19 ans
  - Champion d'Europe en 2017.